# Jessica Varnish
Jessica Amy Varnish (Birmingham, 19 de noviembre de 1990) es una deportista británica que compite en ciclismo en la modalidad de pista, especialista en la prueba de velocidad por equipos.
Ganó tres medallas en el Campeonato Mundial de Ciclismo en Pista entre los años 2011 y 2014, y cuatro medallas en el Campeonato Europeo de Ciclismo en Pista entre los años 2010 y 2013.

## Medallero internacional
| Campeonato Mundial | Campeonato Mundial        | Campeonato Mundial | Campeonato Mundial    |
| Año                | Lugar                     | Medalla            | Competición           |
| ------------------ | ------------------------- | ------------------ | --------------------- |
| 2011               | Apeldoorn ( Países Bajos) | Medalla de plata   | Velocidad por eq      |
| 2012               | Melbourne ( Australia)    | Medalla de bronce  | 500 m contrarreloj    |
| 2014               | Cali ( Colombia)          | Medalla de bronce  | Velocidad por equipos |
| Campeonato Europeo |                           |                    |                       |
| Año                | Lugar                     | Medalla            | Competición           |
| 2010               | Pruszków ( Polonia)       | Medalla de plata   | Velocidad por equipos |
| 2011               | Apeldoorn ( Países Bajos) | Medalla de oro     | Velocidad por equipos |
| 2013               | Apeldoorn ( Países Bajos) | Medalla de bronce  | Velocidad individual  |
| 2013               | Apeldoorn ( Países Bajos) | Medalla de bronce  | Velocidad por equipos |